# Calamippa
Calamippa is een geslacht van rechtvleugeligen uit de familie veldsprinkhanen (Acrididae). De wetenschappelijke naam van dit geslacht is voor het eerst geldig gepubliceerd in 1940 door Henry.

## Soorten
Het geslacht Calamippa  is monotypisch en omvat slechts de volgende soort:
- Calamippa prasina (Bolívar, 1902)